# El Cóndor de Bolivia
El Cóndor de Bolivia fue el primer periódico de Bolivia, cuyo primer número apareció el 12 de noviembre de 1825. Fue creado durante el gobierno de Antonio José de Sucre, conocido como el Mariscal de Ayacucho, y tuvo una inclinación de apoyo al libertador Simón Bolívar, así como al entonces presidente de Bolivia. La estabilidad política de los gobernantes en la época de la independencia dependían del rol de la prensa para ganar el favor de los ciudadanos, razón por la cual estos gobiernos contrataron los servicios de tipógrafos, para apoyar a sus administraciones mediante periódicos bien establecidos. Su último número, el 134, apareció el 26 de junio de 1828. En 1995 fue reeditado por el historiador y académico boliviano Alberto Crespo Rodas, en una edición conmemorativa del segundo centenario del nacimiento de Antonio José de Sucre, apoyado por el Banco Central de Bolivia.
El Cóndor de Bolivia era conocido como el periódico de la independencia, y se elaboró en la primera imprenta existente en territorio boliviano. Estaba dirigido por el español Facundo Infante, que fue ministro de interior de Antonio José de Sucre, y algunas de sus ediciones incluyeron también material escrito por Simón Bolívar.
La única colección de "El Cóndor de Bolivia" perteneció originalmente a la biblioteca del escritor boliviano Gabriel René Moreno en Chile. En 1881 un incendió afectó a esos archivos, pero el periódico se libró de desaparecer, aunque las huellas del fuego quedaron en sus bordes. Actualmente la colección está depositada en el Archivo y Biblioteca Nacionales de Bolivia.
Si bien hubo algunas publicaciones previas a El Cóndor de Bolivia, como ser la Gaceta del Ejército del Perú Libertador del Sud y el Boletín Oficial (1823) o El Chuquisaqueño (1825), estos fueron previos a la Declaración de Independencia de Bolivia, firmada el 6 de agosto de 1825, por lo que no se consideran oficialmente como periódicos de la Bolivia actual.

## Legado
Se afirma que con el establecimiento del periódico El Cóndor de Bolivia, se inauguró el ejercicio del periodismo boliviano, así como se creó un registro impreso de los primeros años de Bolivia como país. Sus publicaciones son consideradas como piezas invalorables por su importancia para la explicación y análisis histórico, con el fin de investigar el proceso evolutivo de las ideas republicanas de esos años.